# Milan Dobrotka
Milan Dobrotka (* 4. února 1936 Bratislava) je bývalý slovenský fotbalista, který nastupoval na levém kraji obrany.

## Hráčská kariéra
V československé nejvyšší soutěži hrál za Spartak KPS Brno v ročníku 1961/62 při jeho jediné účasti, aniž by skóroval.

### Evropské poháry
V evropských pohárech odehrál oba zápasy „Královopolské“ ve Veletržním poháru (předchůdce Poháru UEFA) v ročníku 1961/62, aniž by skóroval. Proti výběru Lipska (Leipzig XI) nastoupil jak v brněnském utkání na královopolském stadionu (nerozhodně 2:2, 27. září 1961), tak v lipské odvetě na Zentralstadionu (prohra 1:4, 4. října 1961).

### Prvoligová bilance
| Ročník          | Zápasy | Góly | Minuty | Klub                |
| --------------- | ------ | ---- | ------ | ------------------- |
| I. liga 1961/62 | 18     | 0    | 1 620  | TJ Spartak KPS Brno |
| CELKEM I. LIGA  | 18     | 0    | 1 620  |                     |